# 哈兰·艾里森

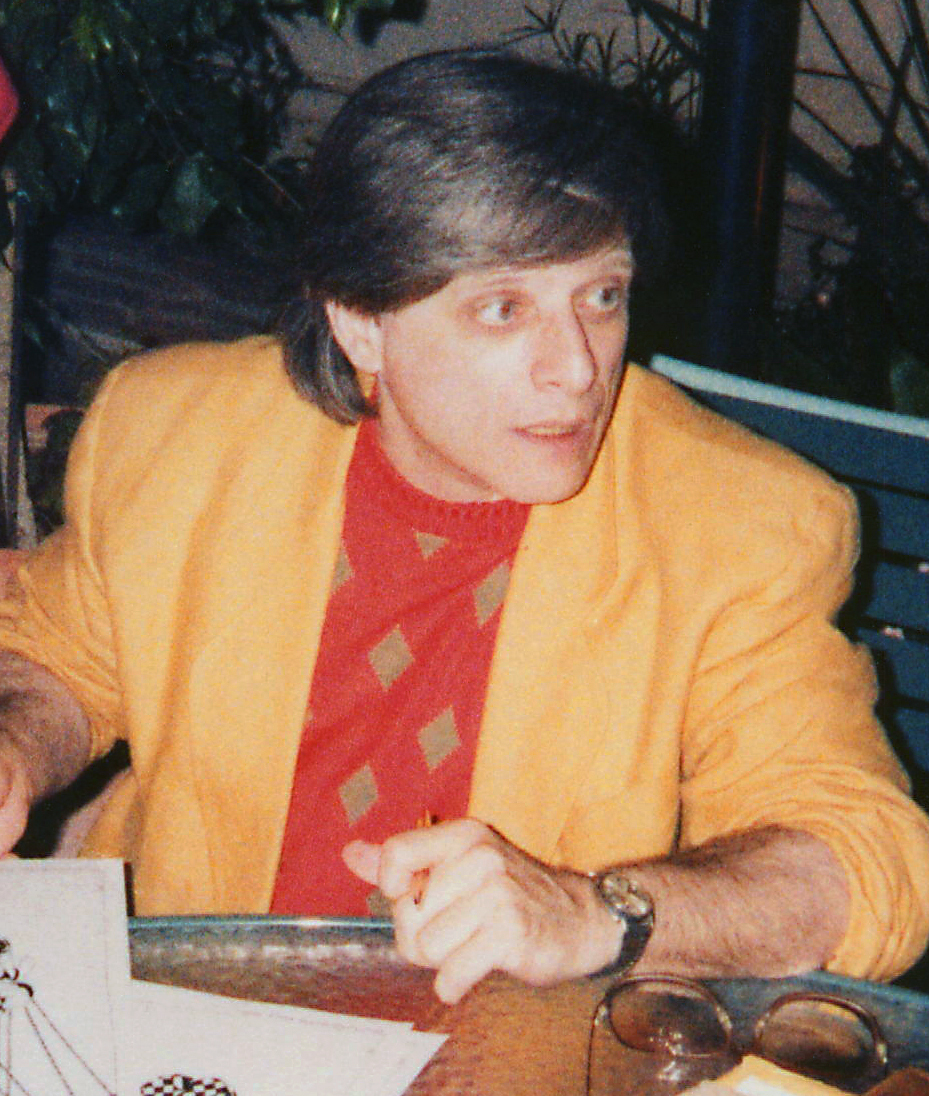
哈兰·艾里森

哈兰·杰·艾里森（英語：Harlan Jay Ellison，1934年5月27日—2018年6月27日），美国科幻小说大师，《星际旅行》最初的创作者之一，其作品多次获得雨果奖和星云奖。

## 生平
艾里森出生于俄亥俄州克里夫兰一个犹太人家庭，曾就读于俄亥俄州立大学，但是18个月后就被开除，原因据其本人说是当时一位教授质疑他的写作能力，在其后的40多年间，艾里森每出版一部作品，就会给这位教授寄上一份。
1955年，艾里森迁居纽约市，开始致力于科幻小说创作，两年后他转向黑帮小说创作，为获取第一手感受，他亲自加入了一个黑帮。1957年他进入军中服役，1960年回到纽约，在此期间他写了大量的色情小说。
1962年，艾里森迁居加利福尼亚州，创作了大量电视剧本，他为《星际奇航》创作的The City on the Edge of Forever一集赢得了当年美国编剧工会的最佳电视剧本奖，迄今为止还被认为是系列中最好的几集之一。在这段时间内，艾里森还积极投身于民权运动。他最好的一些著作都是写于这一时期，其中包括雨果奖得奖作品《无声狂啸》。他一共获得过10次雨果奖和4次星云奖。1994年后，他定居于洛杉矶。
2006年，艾里森被SFWA授予“SFWA大师”称号，以表彰其为科幻小说事业所作贡献。